# The Fight Song
The Fight Song (с англ. — «Боевая песня») — второй сингл из четвёртого альбома «Holy Wood (In the Shadow of the Valley of Death)» группы «Marilyn Manson».
Сингл был выпущен на двух дисках. Первый диск, под названием «The Fight Song Pt.1», был выпущен 29 января 2001 года в США и 19 февраля 2001 года в Великобритании. «The Fight Song Pt.1» был также выпущен в виде виниловой пластинки, содержащей картинки, 19 февраля 2001 года в Великобритании. Оба диска имеют ремикс Джои Джордисона из ню-металл группы Slipknot.
Второй диск, под названием «The Fight Song Pt.2» был выпущен 2 февраля 2001 года в США и 6 марта 2001 года в Великобритании.
Название является каламбуром на гимны футбольных команд средних школ и колледжей, известные как бойцовские песни, так как частично является пост-Колумбовым заявлением, пренебрежительно относящимся к собственному прославлению насилия среди американской молодёжи мейнстрима. Футбол одновременно является одним из самых жестоких видов спорта и одной из величайшей одержимостей Америки.

## Композиция
«The Fight Song» является песней в жанре хард-рок с влиянием глэм-рока. Была написана одноимённым вокалистом группы и Джоном Лоури (Джон 5), спродюсирована Мэрилином Мэнсоном и Дэйвом Сэрди. В «The Fight Song» Мэнсон поёт: «Я не раб Бога, которого нет». Стивен Уэллс (журнал NME) сказал, что в данной строке Мэнсон избегает клише, используемое другими антитеистическими артистами. Также Уэллс (журнал NME) И Джозеф Шафер (журнал Stereogum) считают инструментовку трека похожей на гитарный риффинг из песни группы Blur «Song 2» (1997). Кроме этого, Уэллс считает, что «The Fight Song» напоминает музыку группы The Sweet, в особенности «Little Willy» (1972).

## Критика
Джозеф Шафер (журнал Stereogum) включил «The Fight Song» в список «10 лучших песен Мэрилина Мэнсона», комментруя: "В ретроспективе [Holy Wood] звучит как попытка Мэнсона повторить Back in Black, обязательный диск всех синглов, но, к сожалению, большинство его мелодий слишком похожи друг на друга (и слишком неутешительны по сравнению с их предшественниками). «The Fight Song» — это самое блестящее яблоко с этого дерева, во многом благодаря стилистическому риффу Blue-Esque, который придаёт вещам открытое, звонкое чувство уникальности в своей дискографии, которая служит мощным контрапунктом припеву Mack Truck. Стивен Уэллс (журнал NME) написал: «Это глэм-поп настолько дрянной, что он заставляет Daphe & Celeste звучать как Radiohead. Насколько это круто? На самом деле, это чертовски круто… Ладно, снимай перчатки, втягивай живот, вынимай свой грёбанный член!» Критик Rolling Stone Барри Уолтерс описал трек как «трёхминутную инкапсуляцию Мэнсона, которая вращается вокруг изменённого гитарного мотива, прежде чем уступить место хрустящему панк-штурму», отметив при этом «волнующую развязанность, которая является сутью рок-н-ролла».
Хотя она и не любила Holy Wood в целом, Лииса Ладосье сказала, что две его песни: «The Fight Song», «The Love Song» являются одними из лучших песен группы и служат «мощными антиавторитетными гимнами». Алек Чиллингворт из Metal Hammer описал «The Fight Song» как одну из «сертифицированных классиков группы, заклеймённых на бьющемся сердце индастриал-металла неким мистером Брайаном Уорнером».

## Видеоклип к синглу
В клипе, режиссёром которого стал W.I.Z., показано выступление группы, выступающей на жестокой игре в американский футбол средней школы между двумя вымышленными командами «Holy Wood» (состоит из спортсменов в белой футбольной одежде) и «Death Valley» (состоит из готов и социальных изгоев в чёрной футбольной одежде) (с англ. — «Святой Лес» и англ. «Долина Смерти», соответственно). Игра между командами в концепции альбома сама по себе стала своеобразной метафорой конфликта между «отбросами общества», живущих в Долине Смерти и «прекрасными людьми» (элитой), которые проживают в Святом Лесу. Эта игра фактически иллюстрирует борьбу между бедными и богатыми классами общества. В клипе также несколько раз был использован эффект 25-го кадра: приблизительно на 131-й секунде (02:11) видео заменено так, что вместо драки между футбольными командами в видеоряде можно увидеть массовые беспорядки, а также государственные силы, брошенные на подавление бунта. Ближе к концу клипа начинается дождь, и игрок «Долины Смерти» бросает футбольный мяч на табло, в результате чего он и стойка ворот вспыхивают. Видео заканчивается тем, что пылающая стойка ворот рушится вперёд.

## Разногласия
Музыкальный клип вызвал незначительные споры из-за его жестокого изображения игры в американский футбол между спортсменами и готами, которое некоторые источники интерпретировали как прямое «эхо» Колумбайна. Мэнсон это яростно отрицал:
Люди будут вкладывать в него [в клип] то, что они хотят, если это им поможет продавать газеты или писать заголовки. Они захотят превратить его в то, чем он не является
American Music Awards, 8 января 2001 год

## Текст песни
Стоит также отметить, что в тексте песне присутствуют строчки «The death of one is a tragedy / The death of a million is just a statistic» (англ. «Смерть одного является трагедией / Смерть миллиона — просто статистика»), авторство которых ошибочно приписывают Иосифу Сталину, хотя настоящим автором цитаты, ставшей основой этих строчек, является Эрих Мария Ремарк (роман «Чёрный обелиск»).

## Список композиций
- Промо-диск США и Великобритании (US/Nothing Records: INTR10292-2 · UK/Polydor: FIGHT1)

1. «The Fight Song» (Radio Edit) — 2:50

- Maxi-промо CD Великобритании (Polydor: FIGHT2)

1. «The Fight Song» (Slipknot Remix) — 3:52
2. «The Love Song» (Born Harris and Madonna Wayne Gacy Remix) — 3:38
3. «Disposable Teens» (Born Harris Remix) — 11:03
4. «The Fight Song» (Clean Version) — 2:59

- Европейский CD сингл (Nothing/Interscope: 497 487-2)

1. «The Fight Song» (Album Version) — 2:57
2. «The Fight Song» (Slipknot Remix) — 3:52

- Европейский и мексиканский CD Maxi-сингл (Nothing/Interscope: 497 486-2)

1. «The Fight Song» (Album Version) — 2:57
2. «The Fight Song» (Slipknot Remix) — 3:52
3. «The Fight Song» (Live) — 4:46

- Улучшенный европейский и мексиканский CD сингл (Nothing/Interscope 497 485-2)

1. «The Fight Song» (Album Version) — 2:57
2. «The Love Song» (Bon Harris and Madonna Wayne Gacy Remix) — 3:38
3. «The Fight Song» (Slipknot Remix) — 3:52
4. «Disposable Teens» (Enchanced Music Video)

- Украинский кассетный сингл (Moon Records Ukraine: 497 486-4)

1. «The Fight Song» (Album Version) — 2:59
2. «Disposable Teens» (Bon Harris Remix) — 11:03
3. «The Fight Song» (Live) — 4:46

- Великобритания CD1 (Nothing/Interscope: 497 490-2)

1. «The Fight Song» (Album Version) — 2:57
2. «The Fight Song» (Slipknot Remix) — 3:52
3. «Disposable Teens» (Enchanced Music Video)

- Великобритания CD2 (Nothing/Interscope: 497 491-2)

1. «The Fight Song» (Album Version) — 2:57
2. «Disposable Teens» (Bon Harris Remix) — 11:03
3. «The Love Song» (Bon Harris and Madonna Wayne Gacy Remix) — 3:38

- Великобритания диск-картинка (Polydor 497 491-1)

1. «The Fight Song» (Album Version) — 2:57
2. «The Fight Song» (Slipknot Remix) — 3:52
3. «The Love Song» (Bon Harris and Madonna Wayne Gacy Remix) — 3:38

- Корейский CD сингл (Nothing/Interscope: 497 486-2)

1. «The Fight Song» (Album Version) — 2:57
2. «The Fight Song» (Slipknot Remix) — 3:52
3. «The Fight Song» (Live) — 4:46
4. «Disposable Teens» (Enchanced Music Video)

- Японский EP (Nothing/Interscope UICS-1020)

1. «The Fight Song» (Live) — 4:46
2. «The Love Song» (Bon Harris and Madonna Wayne Gacy Remix) — 3:38
3. «Disposable Teens» (Bon Harris Remix) — 11:03
4. «The Fight Song» (Slipknot Remix) — 3:51
5. «Diamonds & Pollen» — 3:55
6. «Working Class Hero» — 3:40
7. «Five to One» — 4:21
8. «Astonishing Panorama of the Endtimes» — 4:00

## Участники записи
Список участников записи адаптирован из аннотаций винилового издания Holy Wood (In the Shadow of the Valley of Death).
Музыканты
- Мэрилин Мэнсон — ведущий и бэк-вокал, продюсирование
- Джон 5 — соло-гитара и ритм-гитара
- Джорди Уайт — бас-гитара и дополнительная электрическая гитара
- Стивен Биер — клавишные и петля
- Джинджер Фиш — живые барабаны

Производство
- Пол Браун — художественное руководство, дизайн и фотосъёмка
- Грег Фидельман — механик, звукозапись
- Стивен Маркуссен — мастеринг
- Ник Рэскаленикс — помощник инженера
- Дэйв Сэрди — продюсирование, сведение

## Чарты
| Чарты (2001)                            | Позиция пика |
| --------------------------------------- | ------------ |
| Испания (AFYVE)                         | 11           |
| Финляндия (Suomen virallinen lista)     | 19           |
| Шотландия (The Official Charts Company) | 21           |
| UK Singles (Official Charts Company)    | 24           |
| Италия (FIMI)                           | 33           |
| Ирландия (IRMA)                         | 47           |
| Австрия (Ö3 Austria Top 40)             | 59           |
| Германия (Official German Charts)       | 67           |

## «The Fight Song» в популярных медиа
- Видеоклип на сингл был кратко показан в фильме Майкла Мура «Боулинг для Колумбины» в качестве вводного материала к интервью с Мэрилином Мэнсоном. В полном объёме клип представлен на DVD в разделе «special features».
- «The Fight Song» (Slipknot Remix) был использован в качестве основной темы в «WWF Invasion» в 2001 году.
- Ремикс на «The Fight Song» присутствует в саундтреке к фильму «Обитель зла».
- Slipknot Remix является саундтреком Resident Evil.
- Deadlock (группа) записала кавер на эту песню для своего альбома Hybris в 2016 году.
- «The Fight Song» появляется в фильме 2001 года Mean Machine (с англ. — «Костолом») в сцене, когда Джейсон Стэтхэм убивает нескольких охранников и другого заключённого во время футбольного матча.